# 辭職
辭職是指自願離開或放棄工作或職位的行為。通常，辭職要遵守人力資源部門的流程，通知雇主並參加離職面談，以完成所有流程。常見的辭職理由，包括職涯規劃、家庭因素、健康因素、讀書進修。

## 相關現象

### 安靜離職
安靜離職一詞源於職場教練布萊恩．克里利，後為TikTok使用者@zaidleppelin再次提出，並非真正辭職，而是指員工僅完成工作最低限度的要求，不額外投入時間或精力。根據蓋洛普研究，美國有一半以上勞動力處於「安靜離職」狀態，尤其以遠距工作的Z世代及千禧世代為主。心理學家考克絲認為，安靜離職會使員工處於疏離狀態，可能造成憂鬱，建議直接辭職。
安靜離職也接近2021年起在中國興起的「躺平」文化。過去十年，中國為了推動經濟成長而大力推行所謂的「996」工作制（朝九晚九，每週六天），使年輕世代長期承受高壓、過勞與幾乎喪失生活品質的狀態。然而，在過度投入的情況下，薪資與生活水準卻未見實質改善，導致他們陷入「努力卻無回報」的惡性循環。

### 大聲離職
大聲離職源於「安靜離職」，是指員工在離職時公開表達對公司的不滿。2023年，蓋洛普調查全球12萬名員工，發現有18%正打算大聲離職。2024年，面試趣調查指出，臺灣有11%員工曾大聲離職，年輕員工辭職時更常會在社群網站表達不滿。

## 法規

### 中華民國（臺灣）
根據《勞動基準法》規定，辭職須有預告期，為離職日（最後上班日）往前推算告知公司的天數。如下：
- 在職3個月內：不用預告。
- 在職3個月以上不滿1年：需於10天前提出。
- 在職1年以上不滿3年：需於20天前提出。
- 在職3年以上：需於30天前提出。[7]